# Johnsomervilleïta
La johnsomervilleïta és un mineral de la classe dels fosfats, que pertany al grup de la fil·lowita. Va rebre el seu nom l'any 1980 per A. Livingstone en memòria de John M. Somerville (1908-1978), qui va presentar a la Royal Scottish Museum una mostra de roca amb quars i granat, que contenia la nova espècie.

## Característiques
La johnsomervilleïta és un fosfat de fórmula química Na₁₀Ca₆Mg₁₈Fe₂₅(PO₄)₃₆. Va ser aprovada com a espècie vàlida per l'Associació Mineralògica Internacional l'any 1979. Cristal·litza en el sistema trigonal. La seva duresa a l'escala de Mohs és 4,5.
Segons la classificació de Nickel-Strunz, la johnsomervilleïta pertany a «08.AC: Fosfats, etc. sense anions addicionals, sense H₂O, amb cations de mida mitjana i gran» juntament amb els següents minerals: howardevansita, al·luaudita, arseniopleïta, caryinita, ferroal·luaudita, hagendorfita, johil·lerita, maghagendorfita, nickenichita, varulita, ferrohagendorfita, bradaczekita, yazganita, groatita, bobfergusonita, ferrowyl·lieïta, qingheiïta, rosemaryita, wyl·lieïta, ferrorosemaryita, qingheiïta-(Fe2+), manitobaïta, marićita, berzeliïta, manganberzeliïta, palenzonaïta, schäferita, brianita, vitusita-(Ce), olgita, barioolgita, whitlockita, estronciowhitlockita, merrillita, tuïta, ferromerrillita, bobdownsita, chladniïta, fil·lowita, galileiïta, stornesita-(Y), xenofil·lita, harrisonita, kosnarita, panethita, stanfieldita, ronneburgita, tillmannsita i filatovita.

## Formació i jaciments
Va ser descoberta l'any 1979 al llac Quoich, a North West Highlands, Escòcia (Regne Unit), on sol trobar-se associada a altres minerals com: vivianita, rockbridgeïta, quars, fosfosiderita, moscovita, mitridatita, jahnsita, graftonita, fluorapatita, almandina i albita.